# آرتسرونی (نام خانوادگی)
آرتسرونی (زبان ارمنی: Արծրունի), یکی از نام‌های خانوادگی رایج در میان ارمنیان می‌باشد.
- تووما آرتسرونی
- شاهان آرتسرونی
- گریگور آرتسرونی
- نشان آرتسرونی
- واهان آرتسرونی

## منبع
- Հովակիմյան, Բախտիար (2005). Հայոց ծածկանունների բառարան (PDF). Երևան: ԵՊՀ հրատ.